# Douglas Rinaldi
Douglas Rinaldi (sinh ngày 29 tháng 8 năm 1979) là một cầu thủ bóng đá người Brasil.

## Sự nghiệp câu lạc bộ
Douglas Rinaldi đã từng chơi cho Ehime FC.